# 희곡

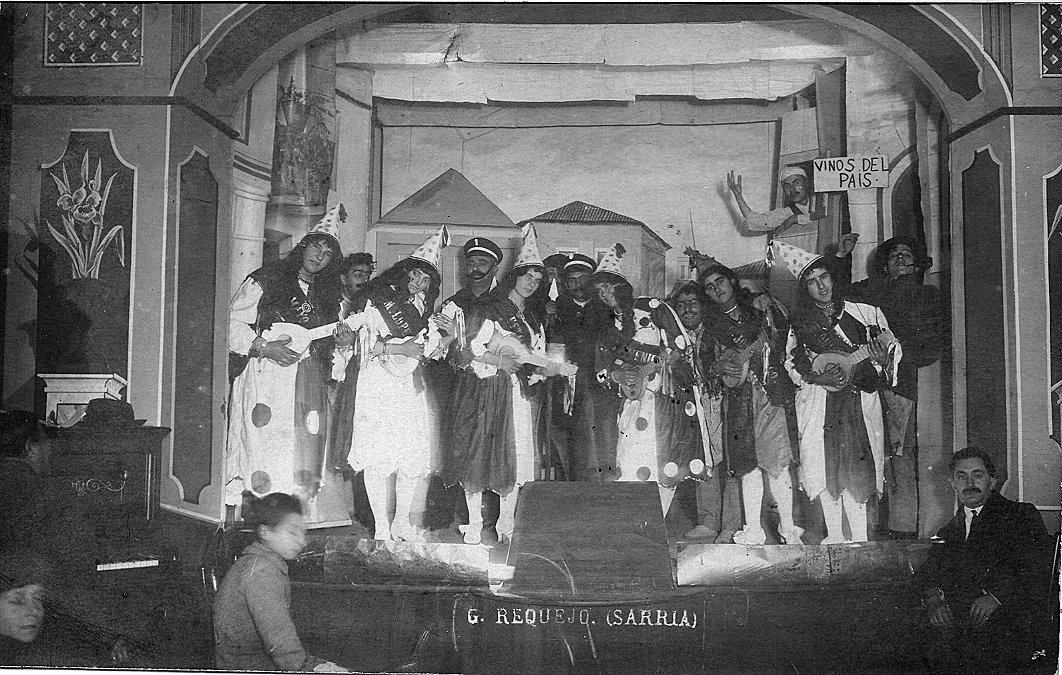

희곡(戱曲)은 문학의 한 형식으로, 대사(臺詞)를 중심으로 하여 인물의 동작이나 무대 효과에 관한 스테이지 디렉션(Stage Directions)을 첨가하여 문자로 표현한 것을 말한다. 극장, 관객, 배우와 함께 연극, 뮤지컬을 형성하는 기본 요소이다.
희곡은 객관성과 주관성을 함께 구비한 서정적 서사문이라고 할 수 있다. 극적 긴장을 유지하기 위해 부차적인 모티프나 에피소드는 극력 배제되고, 인간 의지의 격렬한 투쟁이 전개된다.
대부분의 희곡은 연극의 대본으로서 상연되는 것을 목적으로 하나, 읽기 위해 쓰인 희곡을 레제 드라마(Lese Drama)라고 부른다.
시나리오는 영화의 대본, 희곡은 연극의 대본이다.

## 희곡의 특징
1. 무대 상연
2. 대사와 행동으로 사건 전개 - 그래서 서술자가 없다.
3. 현재화
4. 시간적, 공간적 제약을 받는다.
5. 대립과 갈등을 본질로 하는 문학이다. (5번은 소설과의 공통점이기도 함)

## 희곡의 형식적 구성 요소
1. 대사 - 대화(배우끼리 서로 주고받는 말), 독백(혼잣말), 방백(관객만 알아듣는 말)
2. 지시문 - 무대 지시문(무대 장치, 조명, 음악 효과), 동작 지시문(인물의 행동, 표정 지시)
3. 해설 - 연극 시작 전(등장인물, 배경, 무대 장치를 설명해 줌)

## 희곡과 소설과 수필의 차이점
1. 희곡 - 배경 전환 자유롭지 못함
2. 수필&소설 - 묘사 (사건과 이야기를 진행시키면서) 해설 (지은이와 서술자의 해설 가능)
3. 희곡 - 상영 시간의 제약 받는다.
4. 희곡-발단-전개-절정-하강-대단원의 구성을 따름
5. 소설-발단-전개-위기-절정-결말의 5단계구성을 따름

## 같이 보기
- 레제 드라마
- 드라마
- 극작가
- 연극
- 연극의 역사
- 각본
- 뮤지컬
- 문학

## 참고 자료
- 이 문서에는 다음커뮤니케이션(현 카카오)에서 GFDL 또는 CC-SA 라이선스로 배포한 글로벌 세계대백과사전의 내용을 기초로 작성된 글이 포함되어 있습니다.